# Yorkton
Yorkton (City of Yorkton) ist eine Stadt im Südosten der kanadischen Provinz Saskatchewan nahe der Grenze zu Manitoba.
Die Einwohnerzahl betrug im Jahr 2011 rund 15.669 Einwohner. Die Einwohnerzahl der Metropolregion betrug 18.282 Einwohner.

## Geschichte
Erste Pioniere aus York County in Ontario ließen sich 1882 nieder. Sie waren von der York Farmers Colonization Company angeworben worden und gründeten zunächst drei Kilometer nördlich der heutigen Stadt am Ufer eines kleinen Flusses die Siedlung York Colony. Das Gebiet gehörte damals noch zu Assiniboia und war Teil der Nordwest-Territorien, die von Upper Fort Garry, dem heutigen Winnipeg, aus mitverwaltet wurden.
Während des Zweiten Weltkriegs wurde nördlich der Stadt ein Flughafen für die No. 11 Service Flying Training School der RCAF gebaut, heute der Yorkton Municipal Airport.

## Lage
Yorkton befindet sich ca. 170 km nordöstlich von Regina und ca. 300 km südöstlich von Saskatoon und befindet sich somit zwischen diesen Städten und Winnipeg gelegen. Die umgebende Region ist Teil der als Aspen Parkland bezeichneten kanadischen Ökoregion.

## Persönlichkeiten
- Brian Dickson (1916–1998), Richter am Obersten Gerichtshof von Kanada
- Metro Prystai (1927–2013), Eishockeyspieler und -trainer
- Barry Adam (* 1952), Soziologe und Autor
- Brent Fedyk (* 1967), Eishockeyspieler
- Jared Bednar (* 1972), Eishockeyspieler und -trainer
- Jason Parker (* 1975), Eisschnellläufer
- Matt Zaba (* 1983), Eishockeytorwart
- Joel Broda (* 1989), Eishockeyspieler